# Contiguo
Se dice de dos objetos que están contiguos si están unos al lado del otro tocándose, sin mezclarse, como dos casas contiguas que no tienen jardín ni patio intermedio; las hojas de un libro; los libros en un anaquel; encierra en sí la idea de un todo o conjunto que puede definirse con Aristóteles, a quien siguen casi todos los filósofos: «Contiguo es un todo en que los extremos de unas partes constituyentes están juntos con los extremos de otras, o sea, ocupan el mismo lugar». Se opone a continuo y a distante. 
Filosóficamente es una clase de cantidad, pero no matemáticamente, y se le designa en esta ciencia por el nombre de cantidad discreta. Al introducirla en el cálculo, se le compara con una parte o elemento del todo denominada unidad-objeto, por contraposición a la unidad-medida, dando lugar al número natural propiamente dicho, que va creciendo de unidad en unidad, ya entera, ya fraccionaria y por tanto con saltos. La operación de comparar esta clase de cantidad es contar o enumerar y no medir.